# Sceptridium officinale
Sceptridium officinale là một loài dương xỉ trong họ Ophioglossaceae. Loài này được Ching Ching & H.S. Kung mô tả khoa học đầu tiên năm 1988.